# ويرنر أوتو
ويرنر أوتو (بالألمانية: Werner Otto)‏ مواليد 15 أبريل 1948 في درسدن، هو دراج ألماني سابق. سبق أن شارك في دورة الألعاب الأولمبية الصيفية وفاز بميدالية أولمبية.

## الميداليات
| الميدالية | المسابقة                       |
| --------- | ------------------------------ |
| فضية      | الألعاب الأولمبية الصيفية 1972 |

## روابط خارجية
- ويرنر أوتو على موقع أرشيف الدراجات (الإنجليزية)
- ويرنر أوتو على موقع أوليمبيديا (الإنجليزية)